# 滑川宝水
滑川 宝水（なめりかわ まさみ、1956年2月22日 - ）は、日本の演歌歌手、タレントである。滑川 まさみ名義で全国デビュー。
北海道出身。ハニープロダクション所属。タレントとしても活動。

## 概要
北海道テレビ制作の『夕方Don!Don!』「サビカラ選手権」の審査委員、ドラバラ鈴井の巣「雅楽戦隊ホワイトストーンズ」の怪人役でも知られる。

## 略歴
- 札幌山の手高等学校卒業。
- 1995年 - 第1回北海道大衆音楽祭「グランプリ部門」優勝。北海道知事賞を受賞。
- 1995年 - 石川さゆり『北の女房』全国大会に北海道代表で出場。最優秀歌唱賞を受賞。
- 1995年 - 第11回日本大衆音楽祭全国大会に出場。最優秀文部大臣奨励賞を受賞。
- 1997年 - 『明治一代女より・お梅 ／ おんな雪』でビクターエンタテインメントより全国デビュー。

## エピソード
- 家業は、札幌市中央卸売市場の青果物卸売会社。現在、札幌市でパブ「Sun  Pillar」も経営。

## 作品

### シングル
- 『「明治一代女より」お梅 ／ おんな雪』（ビクターエンタテインメント、1997年4月23日）
  - （※滑川まさみ名義）
- 『Sun　Pillar（サンピラー）』
  - （作詞：岩本のりあき／作曲：しのだまさゆき／コーラス：名寄ピヤシリ少年少女合唱団）
  - 名寄市のご当地ソング

## 出演

### テレビ
ドラマ
- ドラバラ鈴井の巣（北海道テレビ） 
  - 「雅楽戦隊ホワイトストーンズ（1、2）」 - 怪人・なめリン大佐 役
  - 「Have a nice day」 - 掃除婦 役
  - 「さよなら朝日荘」 - 管理人のおばちゃん 役

情報番組
- 夕方Don!Don!（北海道テレビ） - 「サビカラ選手権」の審査委員。
- 朝情報 おはよう!遠藤商店（北海道テレビ）

バラエティ番組
- 漁師めし（北海道テレビ、2012年10月 - 12月）

### 映画
- river - 演歌歌手 役